# Cantó de Bourg-en-Bresse-1
El cantó de Bourg-en-Bresse-1 (en francés canton de Bourg-en-Bresse-1) és una divisió administrativa francesa del departament de l'Ain, creat l'any 2015. Compta amb part del municipi de Bourg-en-Bresse i el municipi de Viriat i el cap és Bourg-en-Bresse.

## Municipis
- Bourg-en-Bresse (part)
- Viriat

## Consellers departamentals
| Data d'elecció | Identitat       | Partit        | Qualitat |
| -------------- | --------------- | ------------- | -------- |
| 2015 -         | Hélène Maréchal | LR            |          |
| 2015 -         | Bernard Perret  | Divers droite |          |